# BeBox

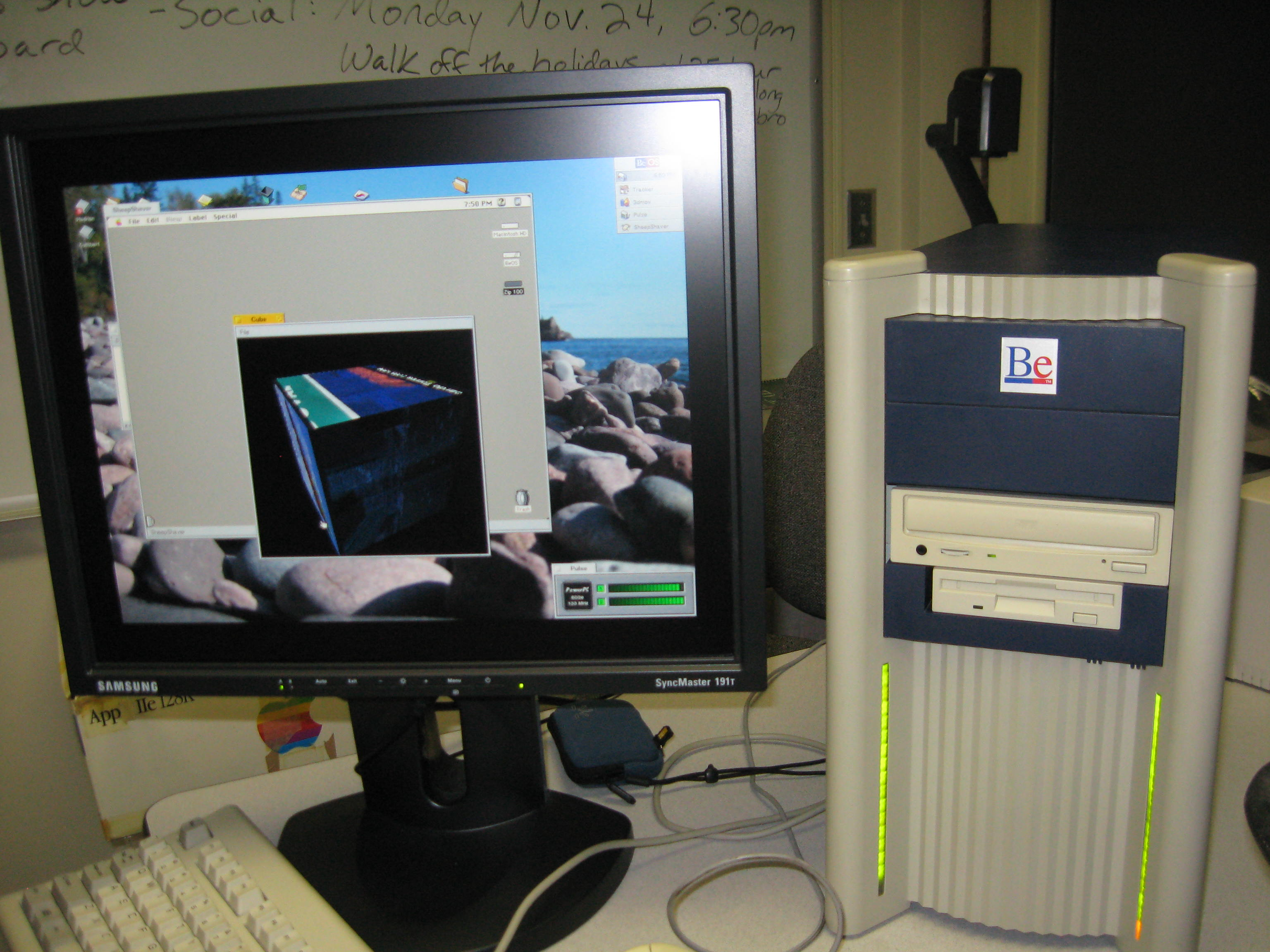
BeBox im Einsatz

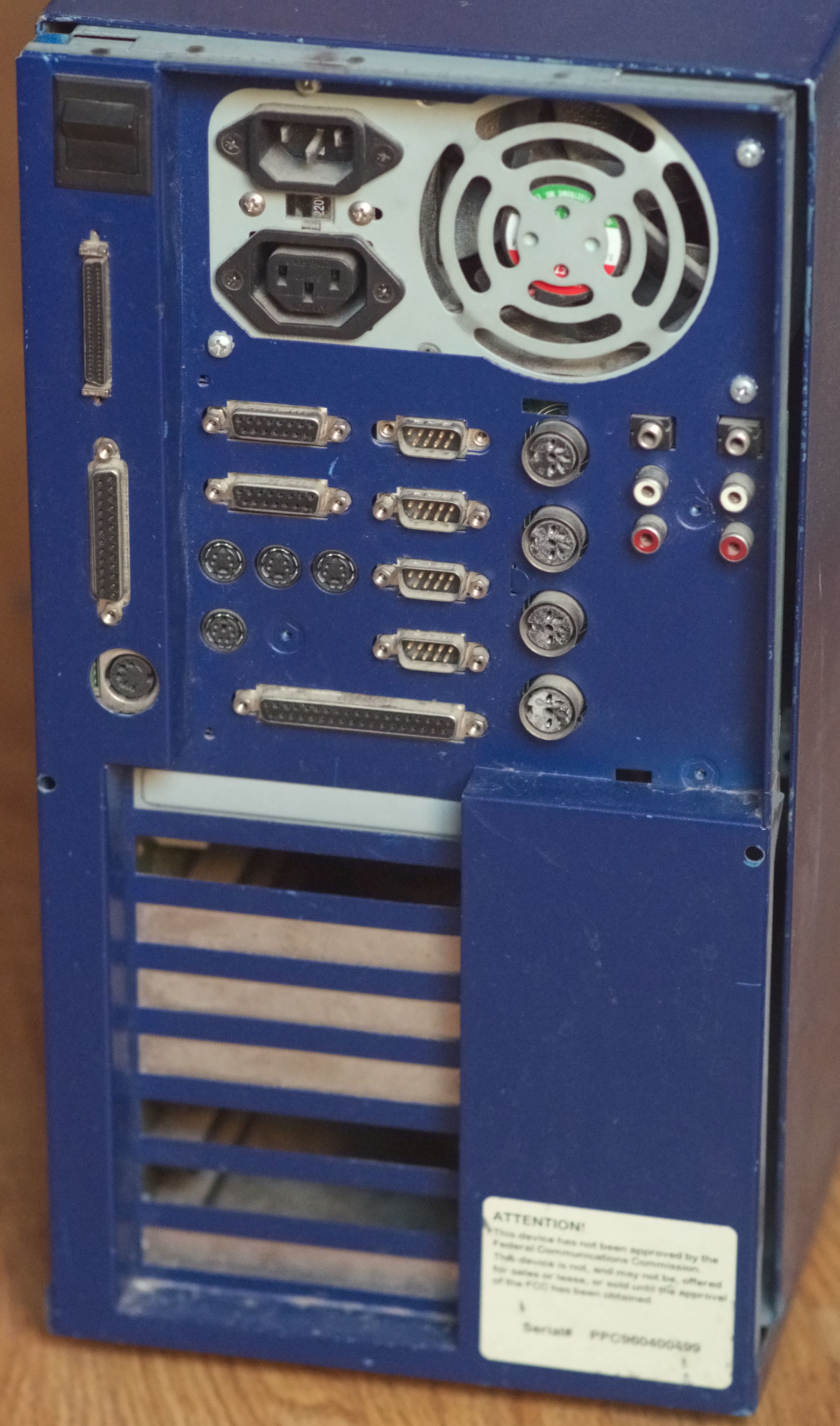
Anschlüsse an der Rückseite der BeBox

Die BeBox war ein Personal Computer der Firma Be Incorporated, der zusammen mit dem Betriebssystem BeOS ausgeliefert wurde. Die BeBox war ein System mit zwei Mikroprozessoren (Dualprozessorsystem) vom Typ PowerPC, das in einem blauen Designgehäuse der Firma frog design steckte. Auffällig dabei waren zwei LED-Reihen an der Gehäusefront, die die Prozessorauslastung anzeigten.

## Geschichte
Die BeBox war von Anfang an ein Mehrprozessorsystem. Ursprünglich sollte sie auf zwei Hobbit-Prozessoren von AT&T basieren. Nachdem die Produktion des Hobbit-Prozessors jedoch eingestellt worden war, lange bevor mit der Fertigung der BeBox begonnen wurde, wählte man als Ersatz den PowerPC-Prozessor. Die erste Version der BeBox, die am 3. Oktober 1995 erschien, verwendete zwei Prozessoren vom Typ PowerPC 603 mit jeweils 66 MHz. Ab August 1996 wurden dann zwei Prozessoren vom Typ PowerPC 603e mit 133 MHz Takt verwendet. Am 31. Januar 1997 wurde bekanntgegeben, dass die Produktion der BeBox eingestellt wird. Insgesamt wurden weltweit etwa 1000 BeBoxen mit 66-MHz-Prozessor und etwa 800 mit 133-MHz-Prozessor ausgeliefert. Es wurden auch einige Prototypen mit mehr als zwei Prozessoren hergestellt, die jedoch nie in Serie gingen.

## Ausstattung
Die BeBox bestand aus zwei PowerPC-Prozessoren, anfangs mit 66 MHz und später mit 133 MHz. Ein Second-Level-Cache war jedoch nicht vorhanden, da der verwendete Prozessor-Controller entweder einen Prozessor und dessen Cache oder zwei Prozessoren verwalten konnte. Für Arbeitsspeicher stellte die BeBox acht 72-polige SIMM-Steckplätze zur Verfügung, diese konnten jeweils maximal einen Speicherriegel mit einer Kapazität von 32 MB aufnehmen, was einen Speicherausbau bis auf 256 MB erlaubte. Weiter besaß die BeBox fünf ISA- und drei PCI-Steckplätze für Erweiterungskarten. Standardmäßig wurde eine S3-Grafikkarte mitgeliefert.
Zum Anschluss der Festplatte und des CD-ROM-Laufwerks diente ein Fast-SCSI-Adapter, zusätzlich war noch ein Diskettenlaufwerks- und ein IDE-Adapter vorhanden.
An externen Anschlüssen stellte die BeBox einen Anschluss für DIN-Tastaturen, eine PS/2-Schnittstelle für Maus, vier RS-232-Schnittstellen, zwei Joystick-Anschlüsse, zwei MIDI-In/-Out, drei Infrarot-Anschlüsse, einen Parallelport und den GeekPort zur Verfügung.
Der GeekPort ist ein 37-poliger D-Sub-Anschluss, der verschiedene Betriebsspannungen, 16 direkt programmierbare I/O-Leitungen und vier A/D-Paare bietet. Die Abtastrate beträgt 100 kHz. Als Zielgruppe waren, wie der Name „Geek“ andeutet, interessierte Bastler angedacht, die ihre Computer mit selbstgebauten Teilen erweitern wollten.
Für Tonbearbeitung stellte die BeBox Cinch-Buchsen für Line-In/-Out sowie eine Klinkenbuchse für Mikrofon und Kopfhörer bereit. Dank des CS4231-Codecs von Crystal war dabei an all diesen Ein- und Ausgängen CD-Qualität möglich.

## BeBox und BeOS
Auf den anfangs mit den Developer Releases von BeOS ausgelieferten BeBoxen war es problemlos möglich, auch spätere Versionen von BeOS zu installieren, jedoch unterstützten erst die BeBoxen ab Revision 6 sämtliche Versionen von BeOS, einschließlich BeOS 5. Auf einer neueren BeBox eine ältere Version von BeOS (vor Release 3) zu installieren, ist jedoch nicht ganz einfach, da bei diesen frühen Versionen häufig das Flash-ROM der BeBox aktualisiert wurde, so dass dieses mit älteren BeOS-Versionen (vor DR7) nicht mehr zurechtkommt.